# Tougeki
Togeki - Super Battle Opera (闘劇 Tōgeki - Trận đấu đối kháng), còn được biết đến với tên Arcadia Cup Tournament và được viết tắt là SBO, là một giải đấu trò chơi điện tử đối kháng được tổ chức hàng năm tại Nhật Bản bởi tạp chí Arcadia.

## Đặc điểm
Tougeki bao gồm một số giải đấu giành riêng cho từng trò chơi, và các trò chơi trong từng năm đều có sự thay đổi tùy vào sự lựa chọn của ban tổ chức. Đây được coi là một trong những giải đấu trò chơi đối kháng có sức hút và uy tín nhất, chỉ sau Evolution Championship Series.
Tougeki bắt đầu từ tháng 4 với vòng loại, diễn ra trên khắp Nhật Bản để chọn ra những người chơi vào vòng chung kết. Vòng chung kết được diễn ra tại Tokyo vào khoảng tháng 8.
Tùy vào từng trò chơi mà người chơi tham gia độc lập hoặc xây dựng một đội gồm 2 hoặc 3 người. Người chơi từ Mỹ và châu Âu được đặc cách vé để vào chung kết..
Các trò chơi đều được diễn ra trên hệ máy thùng.